# Eine italienische Hochzeit
Eine italienische Hochzeit (Originaltitel: Love’s Brother) ist eine australisch-britische Liebeskomödie aus dem Jahr 2004 von dem Regisseur Jan Sardi.

## Handlung
Australien Ende der 1950er Jahre: Die beiden Brüder Angelo und Gino Donnini haben ihre Heimat Italien verlassen und leben nun auf dem Land in Australien. Gino, der Jüngere, charmant und gutaussehend, ist sehr erfolgreich bei den Frauen, während Angelo, zurückhaltend und äußerlich wenig attraktiv, trotz Bemühungen von Signora Carmellina, ihm eine Frau aus Italien zu vermitteln, keinen Erfolg bei Frauen hat. Alle seine Briefe mit seinem Foto kommen wieder zurück. Gino, dessen Freundin Conni unbedingt heiraten möchte, überredet ihn schließlich zu einem letzten Versuch, da er aus Tradition erst nach seinem älteren Bruder heiraten will. Angelo schreibt Rosetta einen Brief und legt ein Foto von Gino bei. Die Süditalienerin verliebt sich sofort in das Foto und heiratet noch in Italien, ohne Anwesenheit des Bräutigams, Angelo.
Bei der Ankunft erwartet Angelo die geschockte Rosetta, die nur Gino möchte. Gino ist zwar sehr verunsichert durch Rosetta, träumt von ihr, möchte seinem Bruder gegenüber aber loyal sein und macht Conni sogar einen Heiratsantrag, den diese aber ablehnt, da sie spürt, dass er sie nicht liebt. Um keinen Unfrieden zwischen den Brüdern zu stiften, entscheidet sich Rosetta zur Rückkehr nach Italien. Die Schiffspassage wird gebucht. Kurz vor der Abfahrt schafft Gino es noch auf das Schiff. Gino und Rosetta heiraten in Italien, und schließlich heiraten auch Conni und Angelo. Auf deren Hochzeit haben Gino und Rosetta bereits ein Baby.

## Kritik
„Der inszenatorische Bombast wäre kaum auszuhalten ohne die humoristische Verklärung, die keinen Hehl aus ihrer antiquierten Nostalgie macht. Das Resultat ist gefälliges Gefühlskino, nicht mehr, aber auch nicht weniger.“

## Auszeichnungen
Eine italienische Hochzeit wurde beim Houston Film Festival in den Kategorien „Bester Film“, „Beste Regie“ und „Beste Kamera“ ausgezeichnet.
2004 erhielt der Film den Grand Prize auf dem Heartland Filmfestival.